# Heimhämodialyse
Eine Heimhämodialyse (HHD) ist die Hämodialyse, die der Patient zu Hause in eigener Verantwortung durchführt, meist mit Unterstützung eines Partners.

## Geschichte
Die Entwicklung der HHD geht auf den amerikanischen Arzt Belding Scribner zurück. Er war es auch, der 1960 einen neuartigen Shunt entwickelte. Der damalige immense Aufwand einer Dialyse sowie der Patientenanwuchs und die damit verbundenen steigenden Kosten zwangen Ärzte und Gesundheitssysteme weltweit zu Einsparungsmaßnahmen. 1964 fing Belding Scribner an, Patienten an der Dialyse zu trainieren, um ihnen die Möglichkeit der HHD zu geben. Weitere technische Fortschritte führten zu einfacheren und weniger aufwändigen Maschinen. Die HHD verbreitete sich. Erst ab 1980 gehen die HHD-Patientenzahlen weltweit wieder zurück. Das KfH Kuratorium für Dialyse und Nierentransplantation wird noch heute mit KfH abgekürzt, weil es 1969 als Kuratorium für Heimdialyse gegründet wurde.

## Vorteile der HHD
1. Erster und wichtigster Vorteil ist die längere Lebenserwartung. Sie ist mit der regelmäßigeren und häufigeren Dialyse sowie mit dem wesentlich größeren Wissen der Patienten zu erklären.[4]
2. Ein zweiter Vorteil, der nicht unterschätzt werden darf, ist die gelebte Selbstbestimmung des Patienten.[6][7][4]
3. Die flexiblen Zeiten sind ebenfalls ein sehr großer Vorteil. Dies bezieht sich sowohl auf die Uhrzeiten als auch auf die Dauer der Dialyse (zum Beispiel Nacht-Dialyse) und deren Kombinationen.[6][7]
4. Gewohntes und gemütliches Umfeld mit allem, was man als Patient gerne möchte (TV, lesen, schlafen, Besuch von Freunden …).[6][7]
5. Unabhängigkeit vom Pflegepersonal und von anderen Patienten.
6. Zeitersparnis, abhängig von der Entfernung zwischen Wohnung und Dialysezentrum.
7. Kostenersparnis für das Gesundheitswesen, da kein Platz und kein Personal vorgehalten werden müssen (bei Komplikationen muss natürlich wieder das Dialysezentrum aufgesucht werden).
8. Ein besseres Gefühl bei der Urlaubsdialyse, da der Patient sich selbst punktieren kann, die Einstellungen kennt und auf Augenhöhe mit dem Pflegepersonal argumentieren kann.

## Nachteile der HHD
1. Relativ hohe Belastung des Partners und der Partnerschaft, die aber meist gerne in Kauf genommen wird.
2. Gewisse bauliche Voraussetzungen (Wasserzulauf und Wasserabfluss) bzw. Platz für Maschine, Osmose und Material (ca. 1 m³).[8]
3. Bei Komplikationen (Abbruch der Dialyse, Shuntverschluss etc.) sind die Möglichkeiten begrenzt. Hier kann ein Dialysezentrum eventuell professioneller reagieren.

## Voraussetzungen
Für Notfälle sollten immer ein Telefon griffbereit und eine Notbeleuchtung (funktionsfähige Taschenlampe) vorhanden sein.
Die weiteren Voraussetzungen sind in zwei Gruppen einzuordnen.

### Technik / Lagerplatz
Für die Hämodialyse wird eine entsprechende Dialysemaschine benötigt. Trotz des technischen Fortschritts ist diese Maschine immer noch von beachtlicher Größe (z. B. Gambro AK200).
Hinzu kommt die Umkehrosmose. Dieses Gerät ist für die Herstellung von Reinwasser zuständig. Sie erzeugt für den gesamten Dialyseprozess kontinuierlich nahezu keimfreies Wasser.
Beide Maschinen benötigen einen Zu- und Ablauf. Bei den meisten Patienten stehen die Dialysemaschine im Schlafzimmer und die Umkehrosmose im Badezimmer.
Ein Wasserzulauf wird im Bad an die Umkehrosmose angeschlossen. Von ihr geht ein Schlauch zur Dialysemaschine für die Versorgung mit Reinwasser. Ein weiterer Schlauch geht als Ablauf in das Abwassersystem (z. B. als Schlauch in die Badewanne).
Hierüber wird überschüssiges Wasser während der Dialyse sowie bei der regelmäßigen Reinigung und bei der Entkalkung entsorgt.
Die Dialysemaschine benötigt ebenfalls einen Ablauf, um überschüssiges und verbrauchtes Dialysat zu entsorgen.
Es wird außerdem empfohlen, Dialysematerial für zwei bis drei Monate zu lagern. Dies bedeutet, dass Platz in der Größe eines Kleiderschrankes vorhanden sein muss.

### Der Patient und sein Dialysepartner
Der Patient sollte sich natürlich gut mit seiner Krankheit auskennen. Er muss in der Lage sein, Veränderungen seines Körpers einzuordnen, und gegebenenfalls seinen Nephrologen frühzeitig darüber informieren.
Außerdem sollte er Fehler an seiner Dialysemaschine beheben können und in Notsituationen (Ausfall der Maschine, Stromausfall, Wasserausfall etc.) umsichtig reagieren.
Mit anderen Worten, er muss gut geschult werden. Dies passiert normalerweise in seinem Dialysezentrum. In jedem Fall ist er bereits einige Zeit dialysepflichtig und kennt den Ablauf einer Dialysesitzung. Viele Patienten wollen die Heimdialyse zusammen mit ihrem Partner durchführen, dies ist allerdings nicht zwingend notwendig.
Auch dieser Partner wird im Zentrum geschult. Die Punktion des Shunts ist hierbei oft die erste große Hürde. Es kostet viel Überwindung, sich selbst beziehungsweise seinen Partner zu punktieren.
Der Auf- und Abbau der Maschine, die Störungsbearbeitung und die Wartung (Desinfektion, Entkalken der Umkehrosmose) müssen von beiden gut beherrscht werden. Dies erzielt man dadurch, dass beide den Auf- und Abbau im Dialysezentrum zuerst unter Anleitung und später selbständig mit Kontrolle durchführen. Sobald das Dialysezentrum der Meinung ist, der Patient ist ausreichend geschult, werden die Geräte zum Patienten nach Hause geliefert und angeschlossen.
Das Material kann meist gebracht werden oder der Patient holt es selbständig ab.

## Gründe für die sinkende Verbreitung in Deutschland
Obwohl es für die Patienten sehr vorteilhaft ist, eine Hämodialyse zu Hause zu betreiben, sinkt die Zahl der Heimdialysepatienten in Deutschland und hat zuletzt einen Stand von 0,6 % der Dialysepflichtigen eingenommen.
Es scheint kein Interesse seitens der Patienten zu bestehen bzw. werden die Patienten nicht mehr über diese Möglichkeit aufgeklärt.
Dies kann verschiedene Gründe haben:
- Die Dialysezentren sind flächendeckend in Deutschland verbreitet. Dadurch gibt es relativ kurze Anfahrtszeiten.
- Die Dialyseplätze in Deutschland sind ausreichend vorhanden, es gibt keine Engpässe.
- Die Dialysepatienten sind im Durchschnitt älter und leiden oft an weiteren Erkrankungen. Dies schränkt die Tauglichkeit für die HHD bei einem Großteil der Patienten ein.
- Die Wohnsituation ist gerade auch bei älteren Patienten oft so, dass der für eine HHD benötigte Platz nicht vorhanden ist.
- Der Kostendruck ist nicht mehr so stark wie früher. Es wird eher mehr in das Gesundheitssystem investiert als weniger.
- Die Verantwortungsbereitschaft der Patienten sinkt beziehungsweise die Selbstbestimmtheit wird nicht mehr so sehr eingefordert (Erfahrung des Autors).
- Die zunehmend erfolgreichen Organtransplantationen.

## Alternativen
Als Alternativen zur Heimhämodialyse gibt es andere konkurrierende Verfahren zur Nierendialyse (Nierenersatzverfahren), welche auch in der Patientenwohnung oder im Pflegeheim durchgeführt werden können. Das sind die verschiedenen Heimdialyseverfahren. Im Vordergrund steht dabei die Peritonealdialyse. Werden hierbei Hilfspersonen benötigt, spricht man von der assistierten Peritonealdialyse im Gegensatz zur selbständigen Peritonealdialyse.
Eine Alternative zur Zentrumsdialyse und zur Heimdialyse ist die Krankenhausdialyse.
Eine Alternative zur üblichen Heimhämodialyse (etwa dreimal pro Woche) ist die tägliche intermittierende Hämodialyse (iHD) für etwa vier Stunden am Tag. Weitere Möglichkeiten sind kontinuierliche Nierenersatzverfahren über täglich 18 bis 24 Stunden. Man unterscheidet hier die kontinuierliche veno-venöse Hämodialyse (CVVHD) von der kontinuierlichen veno-venösen Hämofiltration (CVVH) und von der kontinuierlichen veno-venösen Hämodiafiltration (CVVHDF). Auch diese drei Verfahren sind zur Heimbehandlung verfügbar.